# Kamieniec Ząbkowicki
Kamieniec Ząbkowicki (niem. Kamenz, Camenz) – miasto w Polsce, położone w województwie dolnośląskim, w powiecie ząbkowickim, w miejsko-wiejskiej gminie Kamieniec Ząbkowicki.
| Niemiecka nazwa  | Obecna nazwa    | Rodzaj       | Status nazwy      |
| ---------------- | --------------- | ------------ | ----------------- |
| Gallenau         | Goleniów Śląski | część miasta | urzędowa          |
| Grunau, Ystebcha | Istebka         | osada        | dawna             |
| Laubnitz         | Łopienica       | część miasta | niestandaryzowana |

Miejscowość posiadała prawa miejskie w latach 1945–1946. Status miasta otrzymała ponownie 1 stycznia 2021.
Od 1946, po połączeniu z gminą Goleniów, aż do 1954 siedziba gminy Kamieniec Ząbkowicki. 1954–1957 siedziba gromady Kamieniec Ząbkowicki. 1958–1972 administracyjnie odrębne osiedle (dodatkowo 1968–1972 siedziba nowej gromady Kamieniec Ząbkowicki). Od 1973 siedziba współczesnej gminy Kamieniec Ząbkowicki. W latach 1975–1998 administracyjnie należał do województwa wałbrzyskiego.

## Nazwa
Według niemieckiego nauczyciela Heinricha Adamy’ego nazwa pochodzi od polskiej nazwy – kamienia i nawiązuje do skalistego posadowienia grodu. W swoim dziele o nazwach miejscowych na Śląsku wydanym w 1888 roku we Wrocławiu wymienia jako najstarszą zanotowaną nazwę miejscowości Kamieniec podając jej znaczenie Felsenburg, czyli po polsku Skalne miasto.
Miejscowość w zlatynizowanej staropolskiej formie Kamencz notuje Gall Anonim w swojej Kronice spisanej w latach 1112–1116. W spisanym po łacinie dokumencie średniowiecznym wydanym we Wrocławiu 26 lutego 1253, który sygnował książę śląski Henryk III Biały miejscowość wymieniona jest pod nazwą Cameniz. W roku 1613 śląski regionalista i historyk Mikołaj Henel z Prudnika wymienił miejscowość w swoim dziele o geografii Śląska pt. Silesiographia podając jej łacińską nazwę: Camencense monasterium.
Polską nazwę Kamieniec oraz niemiecką Camenz w książce Krótki rys jeografii Szląska dla nauki początkowej wydanej w Głogówku w 1847 wymienił śląski pisarz Józef Lompa.

## Kalendarium

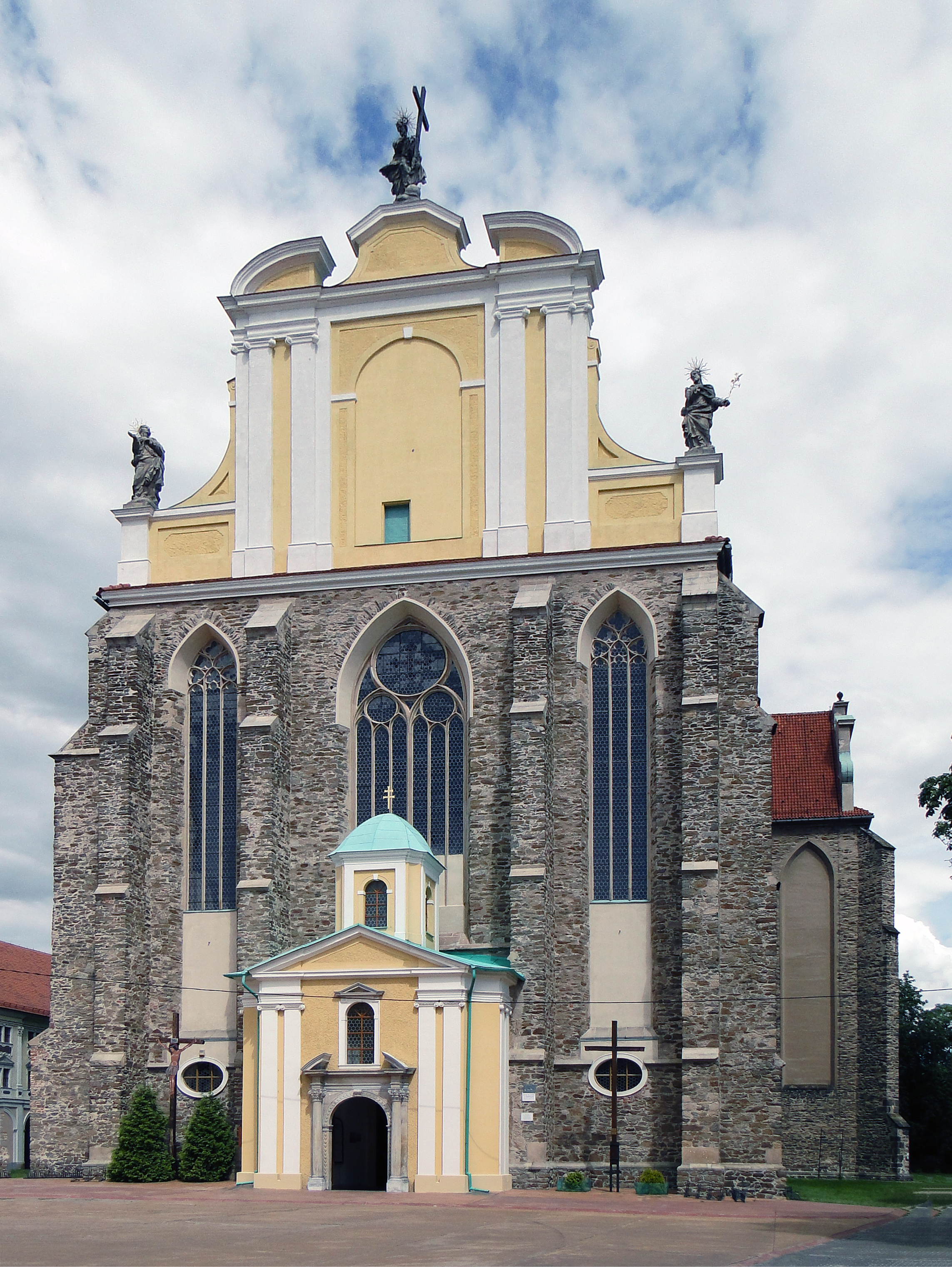
Kościół pw. Wniebowzięcia NMP

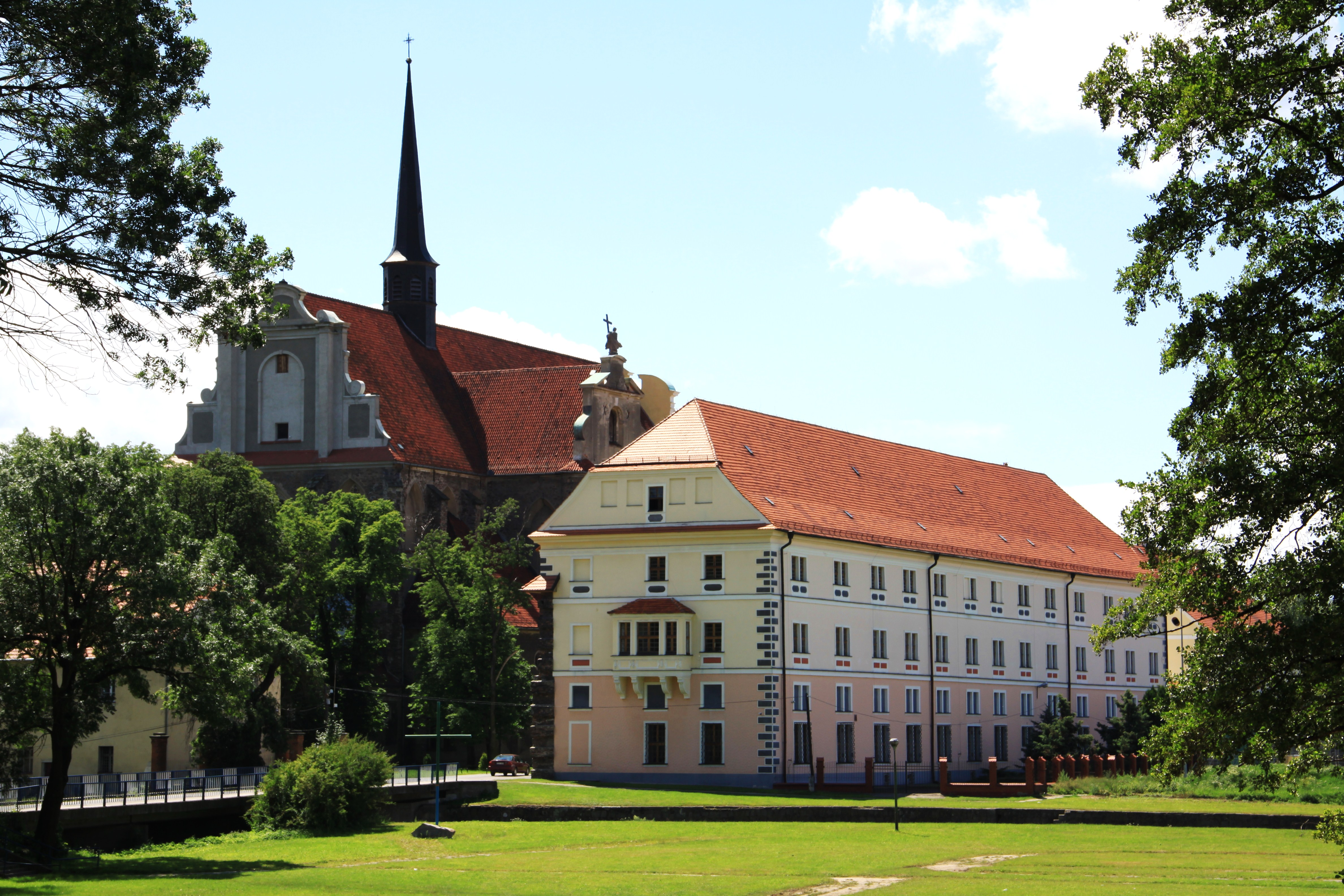
Dom opata w zespole klasztoru cysterskiego, obecnie Archiwum Państwowe we Wrocławiu

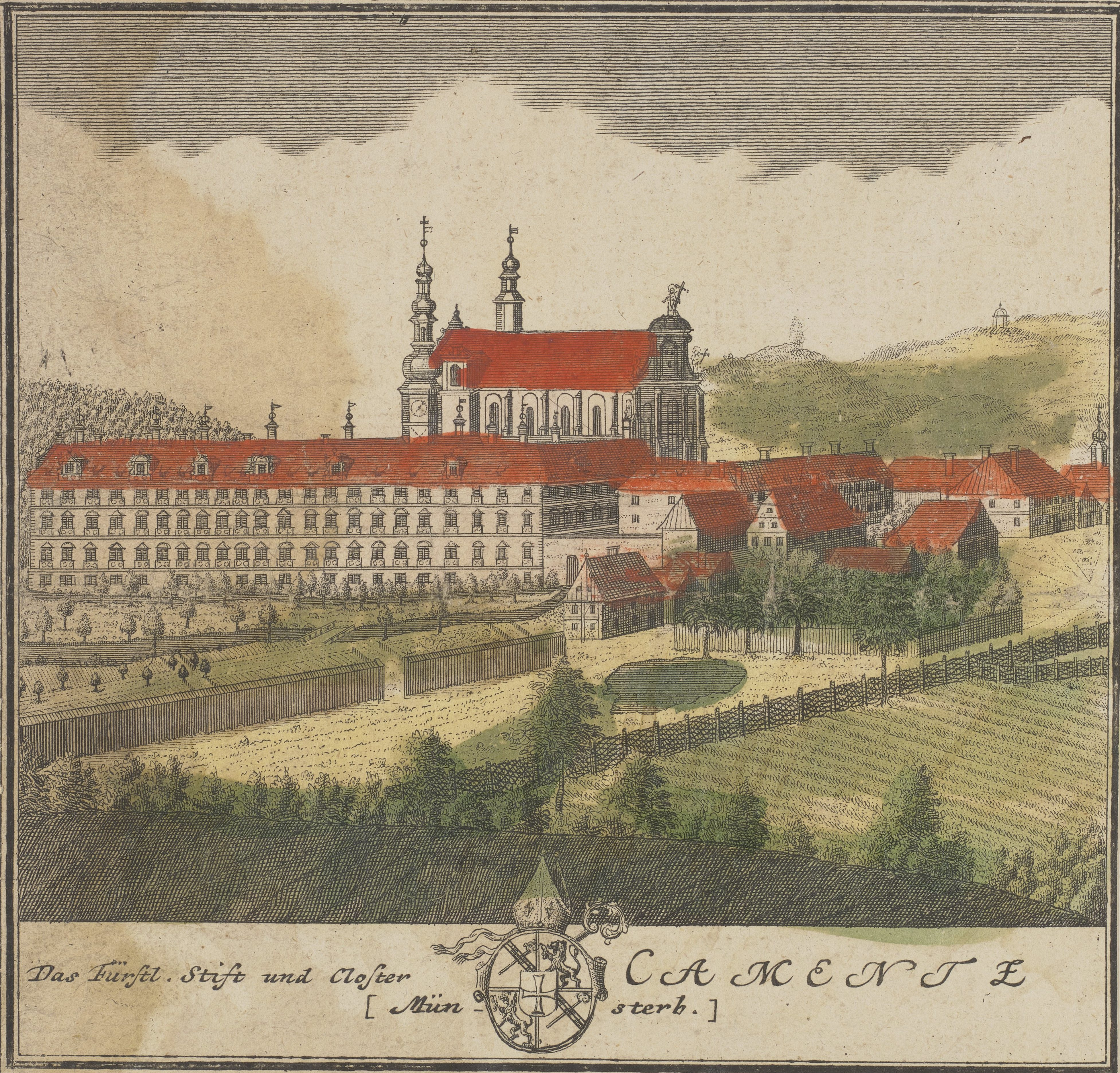
Miedzioryt XVIII w. Opactwo cystersów w Kamieńcu Ząbkowickim, autorstwa Friedricha Bernharda Wernera związanego z miastem.

- 1096: książę Czech Brzetysław II wzniósł na wschód od zniszczonej przez siebie polskiej twierdzy Bardo warownię obronną w Kamieńcu, nad brodem na Nysie Kłodzkiej, przy którym prawdopodobnie istniała już wcześniejsza osada (wg „Kroniki Czechów” Kosmasa, XII w.)[18][19]
- 1200: warownia i okolice były własnością znanej śląskiej rodziny Pogorzelów – panów z Pogorzeli
- 1207: na mocy decyzji księcia Henryka I Brodatego osiedlili się tutaj augustianie z wrocławskiego kościoła na Piasku. Książę ofiarował im, celem zagospodarowania, 150 łanów lasu, a właściciele okolicznych terenów, rody Pogorzelskich i Dzierżysławiców, dalsze ziemie[18]
- 1210: pierwszym opatem klasztoru został Wincenty z Pogorzeli
- 1249 (lub 1247[18]): klasztor został odebrany augustianom i przekazany cystersom z Lubiąża, powstało samodzielne opactwo cystersów w Kamieńcu
- 1350: przebudowa kościoła i klasztoru na klasztor obronny
- 1425–1428: wojny husyckie: taboryci czescy, w odwecie za antyhusyckie wyprawy biskupa wrocławskiego, zniszczyli klasztor wraz z osadą[18]
- 1618–1648: dalsze zniszczenia w czasie wojny trzydziestoletniej
- 1681–1732: nowy rozkwit klasztoru pod rządami opatów Augustyna Neudecka (1681–1702) i Gerharda Woywody (1702–1732): klasztor i kościół zostają kompletnie przebudowane w stylu barokowym z obrazem Willmanna na głównym ołtarzu
- 1741–1747: w czasie wojen śląskich Fryderyka Wielkiego klasztor musiał płacić wielkie podatki i kontrybucje; sam Fryderyk w 1741 znalazł schronienie w klasztorze, uciekając przed Austriakami po potyczce pod Braszowicami (niem. Baumgarten)
- 1784: wieś Camenz (wymowa: ka’ments), jak się wówczas nazywa, miała 988 mieszkańców
- 1810: sekularyzacja klasztorów w Prusach. Klasztor w Kamieńcu miał wówczas 38 mnichów, w jego posiadaniu znajdowało się 31 wsi. Zbiory sztuki i książek zostały częściowo przewiezione do Wrocławia, częściowo rozkradzione, przyklasztorny kościół stał się parafialnym kościołem katolickim. Mnisi z ostatnim opatem Placidusem Hoffmannem opuścili Kamieniec
- 1812: królewna pruska Fryderyka Luiza Wilhelmina (1774–1837), siostra króla Fryderyka Wilhelma III, żona przyszłego króla Niderlandów Wilhelma I zakupiła dobra poklasztorne
- 1817: kościół i klasztor padły ofiarą pożaru; kościół został odbudowany w nieco zmienionej formie, z budynków klasztornych udało się ocalić tylko jedno skrzydło, tzw. prałaturę
- 1830: dobra w Kamieńcu dostała w posagu królewna niderlandzka i księżna pruska Marianna Orańska
- 1835: ponieważ resztki budynków poklasztornych nie nadawały się na rezydencję, Marianna i jej mąż książę Albrecht Pruski starszy zlecili sławnemu architektowi Schinklowi wybudowanie monumentalnego pałacu na tzw. Hertabergu ponad budynkami dawnego opactwa
- 1838: rozpoczęła się budowa pałacu w stylu neogotyckim, trwająca do 1872, którą po śmierci Schinkla kontynuował Ferdinand Martius
- 1845: Marianna opuściła męża i przeniosła się do Holandii, później do Nadrenii
- 1849: przy rozwodzie Marianna przepisała pałac na jedynego syna Albrechta
- 1873: poprzez budowę linii kolejowej Wrocław – Kamieniec – Międzylesie – Praga (ob. linia kolejowa nr 276) znaczenie Kamieńca wzrosło
- 1874: powstała linia kolejowa Legnica – Kamieniec – Nysa (ob. linia kolejowa nr 137), tym samym wieś stała się ważnym węzłem komunikacyjnym
- 1906: książę Albrecht, syn Marianny, zmarł w pałacu w Kamieńcu, dobra Kamenz przeszły na ostatniego właściciela z rodu Hohenzollernów, jego najstarszego syna Friedricha Heinricha
- 1939: wieś Kamenz miała 2510 mieszkańców, dobra Hohenzollernów obejmowały 637 ha i płaciły roczny podatek w wysokości 11034 marek; park pałacowy miał powierzchnię 123 ha
- 1940: właściciel Kamieńca, ks. Friedrich Heinrich Hohenzollern, umarł bezdzietnie; odziedziczył go wnuk cesarza i króla Prus Fryderyka III, Waldemar Hohenzollern (1889–1945)
- 1945: wieś została włączona do Polski; w ciągu następnych lat dotychczasowa ludność została wysiedlona do Niemiec
- 1945–1946: pałac został obrabowany i spalony przez żołnierzy sowieckich i polskich szabrowników, także prałatura stała przez wiele lat jako półruina i była wykorzystywana jako magazyn zboża
- 1962: 4662 mieszkańców
- 1970: 3884 mieszkańców
- 27 maja 1990: powstanie gminy samorządowej Kamieniec Ząbkowicki (ustawa z dnia 8 marca 1990 r. o samorządzie gminnym)
- 1996: 900 lat Kamieńca
- 1997: katastrofalna powódź tysiąclecia
- 1999: oddanie do użytku wyremontowanej po powodzi Szkoły Podstawowej nr 1 im. Bolesława Chrobrego; otwarcie osiedla domów dla powodzian – Osiedla Bolesława Chrobrego
- lata 90. XX w.: prałatura została wyremontowana i adaptowana na filię Archiwum Państwowego we Wrocławiu
- 16 lutego 2018: oddanie do użytku mostu na Nysie Kłodzkiej po długotrwałym remoncie[20]
- 13 października 2018: otwarcie zrewaloryzowanego mauzoleum w parku pałacowym[21]
- 1 stycznia 2021: miejscowość otrzymała status miasta[7]

## Zabytki

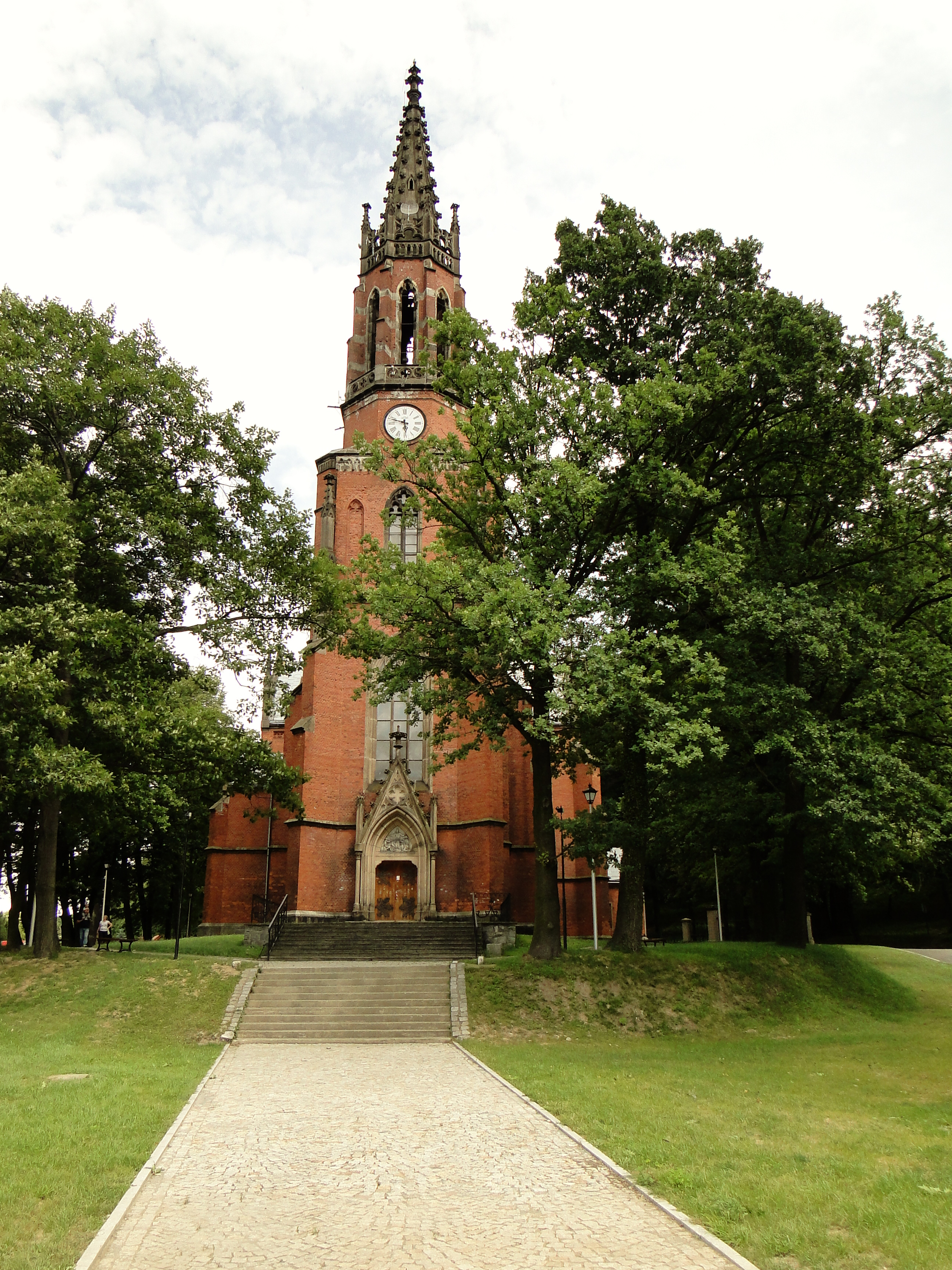
Kościół poewangelicki, XIX w.

Do wojewódzkiego rejestru zabytków nieruchomych wpisane są:
- kościół ewangelicki, z XIX w.
- zespół klasztorny oo. cystersów, z XIV–XIX w., pl. Kościelny 1–12:
  - kościół, ob. par. pw. Wniebowzięcia NMP,
  - rzeźba Bóg Ojciec, przed fasadą kościoła parafialnego, kamienna, z 1735,
  - budynek klasztorny (dawniej pałac opacki), obecnie archiwum (wypis z księgi rejestru)
  - relikty ogrodu klasztornego tzw. nowego ogrodu konwentualnego, 1738,
  - mur graniczny ogrodu klasztornego, kamienny,
  - spichlerz,
  - cztery oficyny, pl. Kościelny 1; 2; 3; 5;
  - trzy budynki gospodarcze nr 9,
  - budynek nr 8,
  - dwie szklarnie,
  - most nad dawnym kanałem młynówki, obok oficyny klasztornej, koniec XVII,
  - piwnica na wino, ul. Zamkowa, 1690, 1850,
  - figury, przed mostem przy wjeździe na pl. Kościelny, kamienny 1732,
    - św. Jan Nepomucen
    - św. Florian

  - fontanna, pl. Kościelny, kam., ok. 1700, nr rej.: B/1732/748/468 z 7.05.1991
- krzyż pokutny, ul. Skorolecka / Kolejowa, kam., XIV-XVI,
- zespół pałacowy, z drugiej połowy XIX w.:
  - pałac („zamek”),
  - 2 oficyny (stajnia, wozownia),
  - ogród przypałacowy (tarasy, schody, fontanny),
  - park z aleją dojazdową,
  - Mauzoleum rodziny Hohenzollernów z 1870,
  - pompownia i kotłownia, ul. Zamkowa 5,
  - budynek gazowni, po 1860,
- dworzec kolejowy, ul. Dworcowa 1
- willa z ogrodem z 1880 r., ul. Ząbkowicka 26

## Religia
Miasto przynależy do dwóch parafii rzymskokatolickich, Kamieniec I należy do Parafii Wniebowzięcia Najświętszej Maryi Panny w Kamieńcu Ząbkowickim, parafia ta jest siedzibą dekanatu Kamieniec Ząbkowicki. Kamieniec II (dawniej Goleniów Śląski) należy do Parafii św. Jana Chrzciciela w Starczowie.
Na terenie miasta znajdują się następujące świątynie:
- Kościół parafialny pod wezwaniem Wniebowzięcia NMP i św. Jakuba Starszego
- Kaplica sióstr boromeuszek pod wezwaniem Świętej Rodziny
- Kościół filialny pod wezwaniem NMP Częstochowskiej
- Kościół poewangelicki pod wezwaniem świętej Trójcy (od 1945 roku nieużywany w celach sakralnych)

Na terenie miasta znajdują się: cmentarz komunalny, cmentarz sióstr boromeuszek, a także nieużywany cmentarz ewangelicki.
Od XIX wieku w Kamieńcu Ząbkowickim przebywają siostry z Kongregacji Sióstr Miłosierdzia św. Karola Boromeusza.

## Edukacja
- Przedszkole Publiczne nr 1
- Szkoła Podstawowa nr 1 im. Bolesława Chrobrego
- Zespół Szkolno-Przedszkolny im. papieża Jana Pawła II[potrzebny przypis]